# Eupseudosoma floridum
Eupseudosoma floridum är en fjärilsart som beskrevs av Augustus Radcliffe Grote 1882. Eupseudosoma floridum ingår i släktet Eupseudosoma och familjen björnspinnare. Inga underarter finns listade i Catalogue of Life.